# María Unceta-Barrenechea
María Unceta-Barrenechea Olazar (Bilbao, 1964) es una emprendedora, investigadora y empresaria española reconocida por crear la primera línea dermatológica española concebida específicamente para paliar los efectos en la piel de los tratamientos oncológicos de quimioterapia y radioterapia.

## Trayectoria
Nacida en Bilbao en 1964, a los tres años se traslada por circunstancias familiares a Vitoria, donde transcurren su infancia y juventud y donde fija su residencia. Después de cursar la licenciatura de Farmacia, se traslada a Barcelona para especializarse en dermatología y cosmética. Allí, tras finalizar la especialización, trabaja durante algunos años en empresas del sector, lo que le permite familiarizarse con proveedores y materias primas y desarrollar su primera línea cosmética.
Con los conocimientos técnicos adquiridos en esa primera etapa, en 1990 vuelve a Vitoria y comienza a diseñar un plan de negocio con el objetivo de desarrollar una cosmética de tratamiento eficaz a un precio asequible. Dos años más tarde, en 1992, su plan se materializa con la creación de la marca María D'uol (nombre formado por las iniciales de sus apellidos, Unceta y Olázar) y con la constitución de la empresa Laboratorios Marunca, actualmente la única firma de cosmética con capital únicamente vasco.
Casi veinte años después, en 2010, le diagnostican cáncer de mama a la hija de una amiga suya. Impactada en lo personal por un caso tan cercano, le promete que como farmacéutica hará todo lo que esté en su mano para aliviar los efectos secundarios de la quimioterapia en la piel. Tras diez meses aplicando sus cremas y una vez finalizada la quimioterapia, el personal médico que había tratado a la paciente se interesa por el tratamiento dermatológico aplicado, ya que de todas las pacientes tratadas ella era quien tenía menos dañada la piel. A raíz de ello, el Hospital Universitario de Álava se interesa por los productos aplicados para recomendarlos a otras pacientes en tratamiento oncológico.
Estos primeros resultados favorables son el punto de partida de un proceso de investigación que, dos años más tarde, da como resultado la formulación de un bálsamo específico para el tratamiento dermatológico de pacientes oncológicos. Debido a ello recibe en 2012 el Premio a la Mujer Empresaria Solidaria, otorgado anualmente por ANOME (Asociación Norte de Mujeres Empresarias) para reconocer a las empresarias, personalidades públicas y entidades que han destacado por la solidaridad y, en algunos casos, la fuerza de superación ante el cáncer.
Después de otros tres años de investigación y desarrollo, en 2015 se completa la línea "Oncology", formada por un total de seis productos dermatológicos formulados específicamente para paliar los efectos en la piel de los tratamientos de quimioterapia y radioterapia.

## Premios y reconocimientos
- Premio a la Empresaria Revelación, otorgado por AMPEA, Asociación de Mujeres Profesionales y Empresarias de Álava (noviembre de 2002).[7]
- Premio 'Alavesa del Mes', otorgado por el diario El Correo (julio de 2012).[1]
- Premio a la Mujer Empresaria Solidaria, otorgado por ANOME, Asociación Norte de Mujeres Empresarias, por su línea de tratamiento para pacientes de oncología (julio de 2012).[6]
- Premio al Reconocimiento de la Carrera Profesional, otorgado por AJEBASK-Álava (diciembre de 2013).[8]
- Premio 'Alavesa del Año', otorgado por la Cadena Cope Vitoria (abril de 2018).[9]